# Малик (имя)
Мали́к (араб. ملك‎) — мужское имя арабского происхождения, означающее «царь». Распространено у мусульман разных народов.
Имя Маликуль-Мульк («Царь царей»), является одним из имён Аллаха. От этого имени происходит другое имя — Абдул-Малик, что означает «слуга Царя».

## Носители имени
- Малик ибн Анас — основатель маликитского мазхаба.
- Малик Мухлис Угли — просветитель месхетинских турок.
- Малик Абдул Азиз (Майк Тайсон) — абсолютный чемпион мира по боксу в тяжёлом весе.
- Кваме Малик Килпатрик — американский политик.
- Эдриан Малик Фенти — американский политик.
- Малик, Адам
- Малик, Владимир Кириллович
- Малик, Марек
- Малик, Сергей Дмитриевич
- Малик, Терренс